# Vikasjön, Östhammars kommun
Vikasjön är en skogs- och myrsjö i Östhammars kommun i Uppland och ingår i Forsmarksåns huvudavrinningsområde. Sjön är 3,3 meter djup, har en yta på 0,83 kvadratkilometer och befinner sig 28 meter över havet. Vikasjön ligger i Florarna Natura 2000-område och skyddas av habitat- och fågeldirektivet. Sjön avvattnas av vattendraget Forsmarksån (Nybroån). Vid provfiske har bland annat abborre, björkna, braxen och gers fångats i sjön. Fisket är utarrenderat av Kronan till Vika Fiskeklubb, enskilt fiske.

## Delavrinningsområde
Vikasjön ingår i delavrinningsområde (668898-161518) som SMHI kallar för Ovan Fälarån. Medelhöjden är 33 meter över havet och ytan är 45,14 kvadratkilometer. Det finns inga avrinningsområden uppströms utan avrinningsområdet är högsta punkten. Avrinningsområdets utflöde Forsmarksån (Nybroån) mynnar i havet. Avrinningsområdet består mestadels av skog (56 procent) och sankmarker (38 procent). Avrinningsområdet har 1,31 kvadratkilometer vattenytor vilket ger det en sjöprocent på 2,9 procent.

## Fisk
Vid provfiske har följande fisk fångats i sjön:
- Abborre
- Björkna
- Braxen
- Gärs
- Gädda
- Mört
- Sarv